# Zoran (Unternehmen)
Die Zoran Corporation wurde 1983 von Levy Gerzberg gegründet und konzentrierte sich auf die Entwicklung von digitaler Signalverarbeitung. Derzeit stellt das Unternehmen Mikrochips her, die unter anderem in DVD-Playern, -recordern, HDTV-Fernsehgeräten und Digitalkameras Verwendung finden.
Das Unternehmen ist im Silicon Valley, Haifa (Israel) und Asien ansässig.
Der Name „Zoran“ leitet sich vom hebräischen Wort für Silicium ab.
1985 musste im Vorspann des James-Bond-Filmes Im Angesicht des Todes wegen der Ähnlichkeit von „Zoran“ und „Max Zorin“, dem darin von Christopher Walken gespielten Bösewicht, ein Hinweis eingeblendet werden, dass es keine Verbindung zwischen Zoran und der fiktiven Firma des Max Zorin gibt, die auch Mikrochips herstellt.

## Geschichte
2003 übernahm Zoran den Hardwarehersteller Oak Technology. 2011 wurde Zoran von der britischen CSR plc übernommen.